# ヨゼフ・ロゲンドルフ
ヨゼフ・ロゲンドルフ（ドイツ語: Joseph Roggendorf、1908年 - 1982年12月27日）は、ドイツ生まれの日本で活躍したイエズス会士、カトリック司祭、英文学者。上智大学名誉教授。

## 経歴
出生から修学期
1908年、ドイツのケルン近郊にあるメヒャニヒで生まれた。ギムナジウムを終えてからイエズス会に入り、ドイツおよびフランスの神学院で哲学と神学を学び、1934年司祭に叙階。
1935年の来日以降
1935年に来日し、日本語学習の傍ら旧制広島高等学校でドイツ語を教える。1937年からイギリスに留学し1940年までロンドン大学東洋学部で比較文学を専攻。1940年に帰日、1979年まで上智大学文学部英文科教授。1979年4月、上智大学名誉教授の称号が授与される。比較文学や日本文化史の研究・教育に携わり、終生を日本で過ごした。
1958年、ソ連政府がボリス・パステルナークのノーベル文学賞授与を辞退させた際、エドワード・サイデンステッカー、アイヴァン・モリスとともに、日本ペンクラブのソ連政府に同調する姿勢を批判した。
1982年、帰天。

## 受賞・栄典
- 1962年：ドイツ連邦共和国功労勲章一級功労十字章を受章。
- 1968年：勲四等瑞宝章を受章。

## 顕彰
ヨゼフ・ロゲンドルフ賞
1985年、生前の業績を記念して上智大学を中心にヨゼフ・ロゲンドルフ賞が設立された。ロゲンドルフ基金運用委員会が受賞者を選考し、授与されている。

## 著作
著書
- 『論理學要説：眞理の問題』神山四郎・小林珍雄訳、エンデルレ書店 1946
- 『キリスト教と近代文化』野口啓祐訳 弘文堂書房 (アテネ文庫) 1948
- 『カトリシズム』野口啓祐訳 弘文堂(アテネ文庫) 1949
- 『ヨーロッパの危機』弘文堂 1951
- 『日本と私』別宮貞徳編訳、南窓社 1972
- 『ニッポンの大学生 師弟対談 知的学生生活の方法』主婦の友社(Tomo選書) 1979
- 『異文化のはざまで』文芸春秋 1983
- 『ヨゼフ・ロゲンドルフ一巻選集』別宮貞徳編、南窓社 1988

共編著
- 『終課 公教會晩祷』リテラリ・ギルド共編著、エンデルレ書店 1948
- 『現代思潮とカトリシズム』編、創文社 1959
- 『激動する社会と大学』編、南窓社 1973
- 『和魂・洋魂：ドイツ人神父の日本考察』加藤恭子共著 講談社 1979

## ヨゼフ・ロゲンドルフに関する資料
- 「ロゲンドルフ教授略年譜・著作一覧」『英文学と英語学』1983
- 山本浩「調和のある多様性：ヨゼフ・ロゲンドルフ先生を思い出しながら」『ソフィアのダイバーシティ：先哲に学ぶ多様性との向き合い方』（PDF）学校法人上智学院ダイバーシティ推進室、2021年3月、19-21頁。